# Parallel Dreams
Parallel Dreams er det tredje studiealbum fra den canadiske singer-songwriter og instrumentalist Loreena McKennitt, der blev udgivet i 1989.

## Spor
Alle sange er skrevet af Loreena McKennitt medmindre andet er noteret.
1. "Samain Night" – 4:27
2. "Moon Cradle" (Padraic Colum, McKennitt) – 4:29
3. "Huron 'Beltane' Fire Dance" – 4:20
4. "Annachie Gordon" (traditionel, arr. McKennitt) – 8:22
5. "Standing Stones" (lyrics: traditionel, musik af McKennitt) – 6:56
6. "Dickens' Dublin (The Palace)" – 4:40
7. "Breaking the Silence" – 6:23
8. "Ancient Pines" – 3:35

Noter
- "Huron 'Beltane' Fire Dance" er delvist inspireret af Huron-fester og gæliske Beltane-fejringer.
- "Breaking the Silence" er skrevet som en hyldest til Amnesty International.
- "Ancient Pines" blev komponeret til brug i dokumentarfilmen Goddess Remembered